# Amsterdammertje

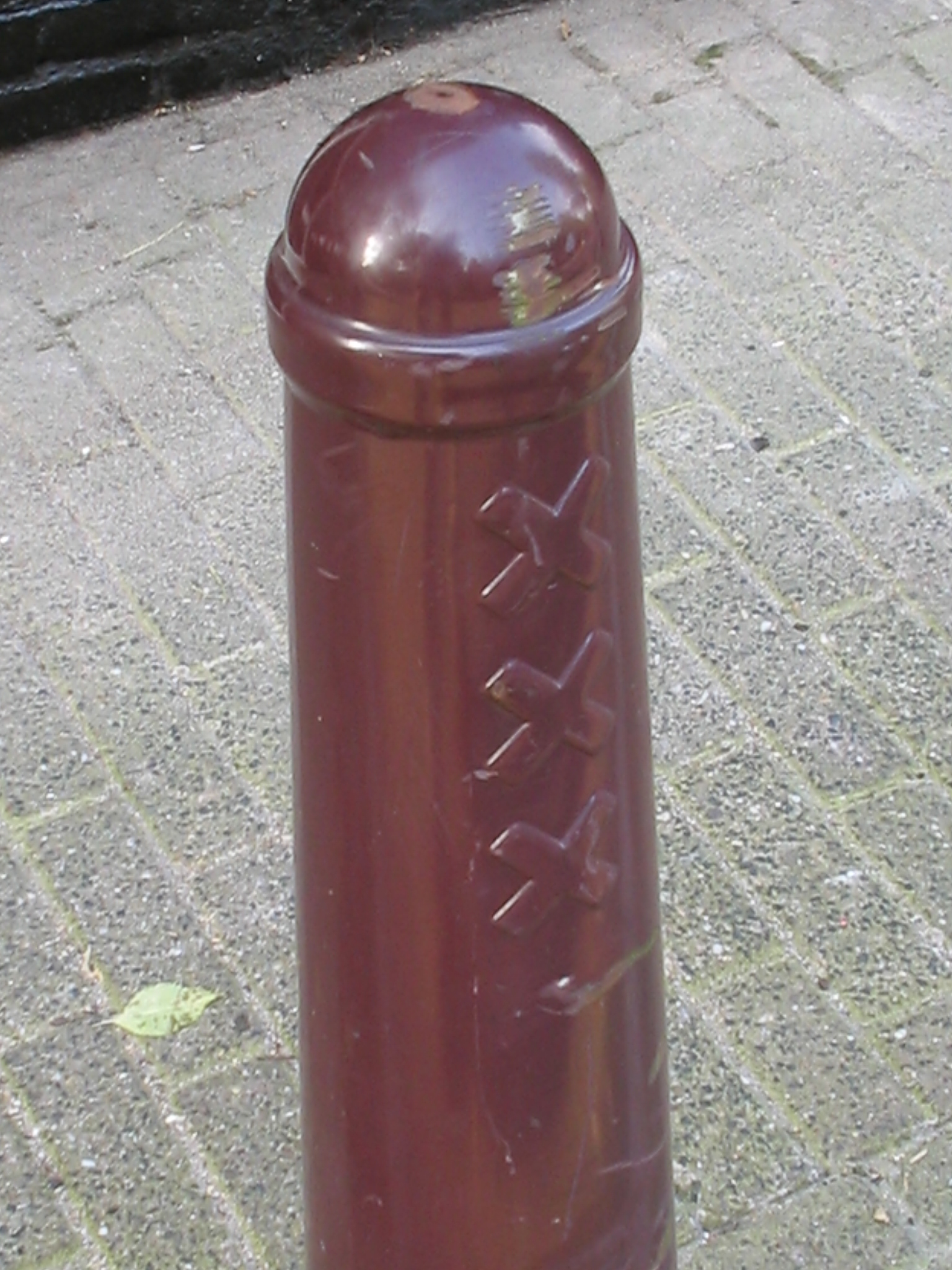
Un amsterdammertje.

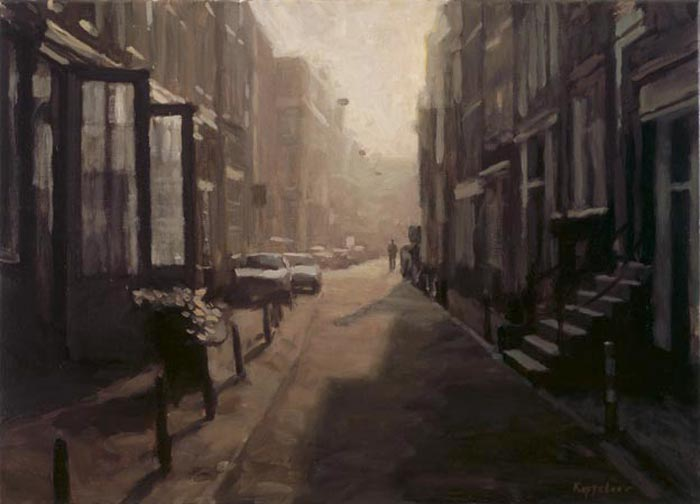
Una calle con amsterdammertjes en el cuadro Tegenlicht, Langestraat (1993) de Frans Koppelaar.

Un amsterdammertje (pronunciación aproximada: amsterdámerche) es un típico bolardo de hierro de color marrón rojizo utilizado en Ámsterdam (Países Bajos) para separar la acera o la vereda de la calzada. Amsterdammertje es el diminutivo en lengua neerlandesa de amsterdamés (gentilicio de Ámsterdam). Se podría traducir como «amsterdamcito» o «amsterdamescito». Los amsterdammertjes tienen un relieve con las tres cruces de San Andrés, las cuales figuran en el escudo de armas de la ciudad.

## Historia
La costumbre de usar bolardos para separar la acera de la calzada data de principios del siglo XIX. Estos bolardos estaban hechos de metal (reutilizado de viejos cañones), piedra o madera. A finales del siglo XIX se fabricaron los primeros bolardos de hierro fundido. A partir de 1915 se creó un bolardo estándar de 70 kg de hierro fundido con las tres cruces de San Andrés del escudo de armas de Ámsterdam. Este bolardo era ya muy similar al amsterdammertje moderno, pero tenía algunas diferencias notables, pues era más ancho y más pesado.
A partir de 1972 los amsterdammertjes dejaron de ser fabricarse con hierro fundido, debido al elevado coste de este material, y se empezaron a producir con placas de acero, de una altura aproximada de 1.35 m y un peso menor de 20 kg. Este tipo de bolardos son los que se utilizan actualmente en la ciudad de Ámsterdam; todos los bolardos de 1915 ya se han retirado o sustituido. En 1984 había en la ciudad aproximadamente 100.000 amsterdammertjes.

## Políticas actuales
Dado que algunos camiones eran más altos que los bolardos y que los coches más pequeños podían pasar entre ellos, el uso de los amsterdammertjes fue un método insuficiente para prevenir que los vehículos aparcasen en la acera. Antes de 2010, gran parte de las aceras de Ámsterdam se elevaron ligeramente para no estar al nivel de la calzada. Esto implica que los amsterdammertjes ya no serán necesarios para separar la acera y la calzada. Cada año se retirarán unos 2000 amsterdammertjes. En 2003 había un total de 37 616 amsterdammertjes en la ciudad.
Actualmente el ayuntamiento de Ámsterdam vende a través de internet amsterdammertjes nuevos y usados.